# 문경 대승사 명부전 지장탱화
문경 대승사 명부전 지장탱화(聞慶 大乘寺 冥府殿 地藏幀畵)은 대한민국 경상북도 문경시에 있는 조선시대의 불화이다. 2008년 11월 3일 경상북도의 문화재자료 제545호로 지정되었다.

## 개요
1876년에 제작된 이 지장탱화는 원래 무량수전(無量壽殿)에 안치되었던 불화로서, 현재는 명부전(冥府殿)에 모셔져 있다. 화면에는 지장보살좌상을 중심으로 十王과 그 권속이 함께 그려져 있다. 중앙의 지장보살삼존 좌우로 왼쪽에는 홀수의 시왕과 판관, 사자, 옥졸 등을, 오른쪽에는 짝수의 시왕과 판관, 사자, 옥졸 등을 배치한 형태이다. 여기에 화면 상단의 지장보살 주위로 6보살이 좌우 대칭으로 첨가되어 있다. 문양의 생략, 음영이 심한 옷주름 표현, 적색, 녹색, 청색, 황색, 흰색 등의 두드러진 채색 등에서 19세기 말경의 양식적 특징을 잘 나타내고 있다.

## 같이 보기
- 대승사

## 참고 자료
- 문경 대승사 명부전 지장탱화 - 국가유산청 국가유산포털